# Kanton Juzennecourt
Juzennecourt is een voormalig kanton van het Franse departement Haute-Marne. Het kanton maakte deel uit van het arrondissement Chaumont.

## Geschiedenis
Op 1 januari 2012 werd Lavilleneuve-au-Roi afgescheiden van de gemeente Autreville-sur-la-Renne. Het kanton werd op 22 maart 2015 opgeheven, waarop Meures en Sexfontaines werden opgenomen in het op die dag gevormde kanton Bologne. De overige gemeenten werden opgenomen in het kanton Châteauvillain.

## Gemeenten
Het kanton Juzennecourt omvatre de volgende gemeenten:
- Autreville-sur-la-Renne
- Blaisy
- Colombey-les-Deux-Églises
- Curmont
- Gillancourt
- Juzennecourt (hoofdplaats)
- Lachapelle-en-Blaisy
- Lamothe-en-Blaisy
- Lavilleneuve-au-Roi
- Maranville
- Meures
- Montheries
- Rennepont
- Rizaucourt-Buchey
- Sexfontaines
- Vaudrémont